# Uniwersytet Gaziantep
Uniwersytet Gaziantep (tur. Gaziantep Üniversitesi) turecka uczelnia zlokalizowana w Gaziantep.
Obecnie posiada 20 wydziałów i skupia 45 tys. studentów oraz 2 tys. pracowników naukowych.
Uniwersytet Gaziantep zajmuje tysięczne miejsce w światowym rankingu uniwersytetów Times Higher Education w latach 2020–2021.
| Sortowanie | Pozycja      |
| ---------- | ------------ |
| THE        | 1001+ (2021) |
| UNSWR      | 874 (2021)   |
| URAP       | 1655 (2021)  |